# Sainte-Suzanne (Reunión)
Sainte-Suzanne es una comuna francesa situada en el departamento y región de Reunión. 
El gentilicio francés de sus habitantes es Sainte-Suzannois.

## Situación
La comuna está situada en el norte de la isla de Reunión.

## Demografía
| Gráfica de evolución demográfica de Sainte-Suzanne (Reunión) entre 1961 y 2013 |
|                                                                                |

Fuente: Insee

## Comunas limítrofes
| Noroeste: Océano Índico | Norte: Océano Índico | Noreste: Saint-André |
| Oeste: Sainte-Marie     |                      | Este: Saint-André    |
| Suroeste: Sainte-Marie  | Sur: Salazie         | Sureste: Saint-André |